# حنفی بسطان
حنفی بسطان (عربی: حنفي بسطان؛ ۶ دسامبر ۱۹۲۳ – ۱۳ نوامبر ۱۹۹۵) یک ورزشکار اهل مصر بود.
از باشگاه‌هایی که در آن بازی کرده‌است می‌توان به باشگاه ورزشی زمالک و تیم ملی فوتبال مصر اشاره کرد.
وی همچنین در تیم ملی فوتبال مصر بازی کرده است.